# Gardenia flava
Gardenia flava là một loài thực vật có hoa trong họ Thiến thảo. Loài này được (Lour.) Poir. mô tả khoa học đầu tiên năm 1812.